# Belgian Juniors 2016
Das Turnier Yonex Belgian Juniors 2016 als bedeutendstes internationales Nachwuchsturnier von Belgien im Badminton fand vom 23. bis zum 25. September 2016 in Herstal statt.

## Sieger und Platzierte
| Disziplin    | Gold                         | Silber                            | Bronze                              |
| ------------ | ---------------------------- | --------------------------------- | ----------------------------------- |
| Herreneinzel | Toma Junior Popov            | Arnaud Merklé                     | Samuel Hsiao                        |
| Herreneinzel | Toma Junior Popov            | Arnaud Merklé                     | Cristian Savin                      |
| Dameneinzel  | Margot Lambert               | Sara Peñalver Pereira             | Abigail Holden                      |
| Dameneinzel  | Margot Lambert               | Sara Peñalver Pereira             | Miranda Wilson                      |
| Herrendoppel | Toma Junior Popov Léo Rossi  | Zach Russ Steven Stallwood        | Eloi Adam Samy Corvée               |
| Herrendoppel | Toma Junior Popov Léo Rossi  | Zach Russ Steven Stallwood        | Harry Arksey David Jones            |
| Damendoppel  | Vimala Hériau Margot Lambert | Emma Moszczynski Jule Petrikowski | Julie Ferrier Léonice Huet          |
| Damendoppel  | Vimala Hériau Margot Lambert | Emma Moszczynski Jule Petrikowski | Abigail Holden Miu Lin Ngan         |
| Mixed        | Max Flynn Lizzie Tolman      | Eloi Adam Vimala Hériau           | Elias Bracke Lise Jaques            |
| Mixed        | Max Flynn Lizzie Tolman      | Eloi Adam Vimala Hériau           | Jan Colin Völker Judith Petrikowski |